# 카미야마 토모히로
카미야마 토모히로(일본어: 神山 智洋, 1993년 7월 1일 ~ )는 일본의 가수, 배우이며, 남성 아이돌 그룹 쟈니즈WEST의 멤버이다. 효고현 출신이며, STARTO ENTERTAINMENT 소속이다.
V6를 동경해서, 2004년 2월 21일, 쟈니즈 사무소에 칸사이 연습생으로 들어갔고, 같은 해에 칸사이 BOY'S에 가입하였다. 2006년, 니시키도 료의 솔로 라이브에 출연하여, 변성 전의 니시키도를 연기했으며, 같은 해 11월에 TOP Kids를 결성하였다. 2007년 8월, Hey! Say! 7의 칸사이 버전으로서 결성된 Hey! Say! 7 WEST (후의 7 WEST)의 멤버가 되었다.
2014년 4월, 쟈니즈WEST로서 CD 데뷔하였다.

## 오리지널 곡
- 虹色の歌 / 무지개색의 노래

## 출연

### 드라마
- DRAMATIC-J 리버사이드 입구 (2008년 6월, 칸사이 TV)
- DRAMATIC-J 우리들의 미라클 서머 (2008년 8월, 칸사이 TV) - 아츠시 역
- 사무라이 전학생 ~우리의 길은 무사도~ (2009년 3월, 칸사이 TV) - 이나바 토시키 역
- DRAMADA-J 언젠가의 우정부, 여름. (2009년 9월, 칸사이 TV) - 테라와키 코헤이 역
- 아무도 모르는 J학원 패러렐 스케치 (2010년, 칸사이 TV) - 타케우치 쇼타 역
- 날개여! 저것이 사랑의 등불이다 (2012년 2월 12일, 칸사이 TV)
- SHARK (2014년 1월 ~ 3월, 닛폰 TV) - 아다치 텟페이 역
- SHARK~2nd Season~ (2014년 4월 ~ 7월, 닛폰 TV) - 아다치 텟페이 역
- 어게인!! (2014년 7월 ~ 9월, MBS 제작·TBS) - 히로 군 역
- 신춘 시대극 〈노부나가 불타다〉 (2016년 1월 2일, TV 도쿄) - 모리 보마루 역
- 대가난 (2017년 1월 ~ 3월, 후지 TV) - 코구레 유토 역

### 영화
- 기숙사 페스 ~마지막 일곱가지 불가사의~ (2012년)
- 닌쟈니 참상! 미래에의 싸움 (2014년)

### 무대
- DREAM BOY 〈타키자와 히데아키 편〉 〈KAT-TUN&칸쟈니∞ 편〉 (2004년, 우메다 코마 극장)
- Hey! Say! Dream Boy (2005년, 우메다 예술극장) - 유타 역
- PLAYZONE '05 ~20th Anniversary~Twenty Years… (2005년, 페스티벌 홀)
- DREAM BOYS (2008년, 우메다 예술 극장)
- World's Wing 츠바사 Premium 2008 (2008년 8월 6일 ~ 16일, 오사카 쇼치쿠좌)
- 타키자와 가부키 2012 (2012년 4월 8일 ~ 5월 16일, 닛세이 극장)
- 블러드 브라더스 (2015년 2월 14일 ~ 28일, 신바시 연무장/3월 4일 ~ 15일, 오사카 쇼치쿠좌)
- SHINKANSEN☆R 〈Vamp Bamboo burn〉 (2016년 8월 ~ 10월)